# Atomic Rooster
Atomic Rooster — британський рок-гурт, утворений 1969 року в Лондоні. До першого складу гурту входили: Нік Грейем (Nick Graham) — вокал, бас, гітара, флейта; Вінсент Крейн (Vincent Crane), 1945—1989 — клавішні та Карл Палмер (Carl Palmer), 20.03.1947, Бірменгем, Велика Британія — ударні.
Участь Крейна та Палмера, які разом виступали у гурті Артура Брауна Crazy World, де Крейн виявив себе гарним композитором стилю-попередника хард-року, давала надії на швидкий успіх нової формації. Однак всупереч сподіванням, перший склад розпався відразу після запису дебютного альбому.
Грейем приєднався до Skin Alley, а Палмер разом з Кітом Емерсоном та Грегом Лейком утворили супергурт Emerson, Lake & Palmer. Тим часом Крейн підшукав нових музикантів: Джона Кенна (John Cann) — гітара, вокал та Пола Хаммонда (Paul Hammond) — ударні, з якими записав другий лонгплей «Death Walks Behind You». До цієї хард-рокової платівки ввійшли два хіт-сингла: «Tomorrow Night» та «The Devil's Answer», які спирались на виразні гітарні рифи. Влітку 1971 року до тріо приєднався гітарист Пітер Френч (Peter French), з яким гурт записав третій альбом «In Hearing Of». I знову шляхи музикантів розійшлися. Однак Крейн не зламався і 1972 року створив новий склад, до якого крім нього ввійшли: Стів Болтон (Steve Bolton) — гітара, якого у грудні того ж року замінив Джонні Манделла (Johnny Mandella), Білл Сміт (Bill Smith) — бас; Рік Парнелл (Rick Parnell) та відомий з шістдесятих років співак Кріс Фарлоу (Chris Farlowe). Однак стилістичний перехід від хард-року до білого соулу відштовхнув від Atomic Rooster останніх фанів і 1974 року Крейн вирішив розпустити гурт, продовживши співпрацю з Артуром Броуном.
1980 року Крейн реанімує Atomic Rooster разом з Кенном та Престоном Хейменом (Preston Hayman) — ударні, якого наступного року замінив Хаммонд. Однак два зроблені цим складом альбоми виявились не дуже вдалими, хоча у їх запису брали участь гітаристи Девід Гілмор та Берні Торм.
1983 року Крейна було запрошено до записів і виступів з гуртомю Dexy's Midnight Runners. У лютому 1989 року Крейн у стані психічної депресії покінчив життя самогубством.

## Дискографія
- 1970: Atomic Rooster
- 1970: Death Walks Behind You
- 1971: In Hearing Of Atomic Rooster
- 1972: Made In England
- 1973: Nice'n Greasy (y США Atomic Rooster IV)
- 1973: Assortment
- 1977: Home To Roost
- 1977: This Is Atomic Rooster
- 1980: Atomic Rooster
- 1983: Headline News
- 1986: Home to Roost
- 1990: The Devil Hits Back
- 1990: Collection
- 1990: The Best Of Atomic Rooster
- 1993: BBC Radio 1 Live In Concert

### Вінсент Крейн
- 1979: Faster Than The Speed Of Light